# Nordholz

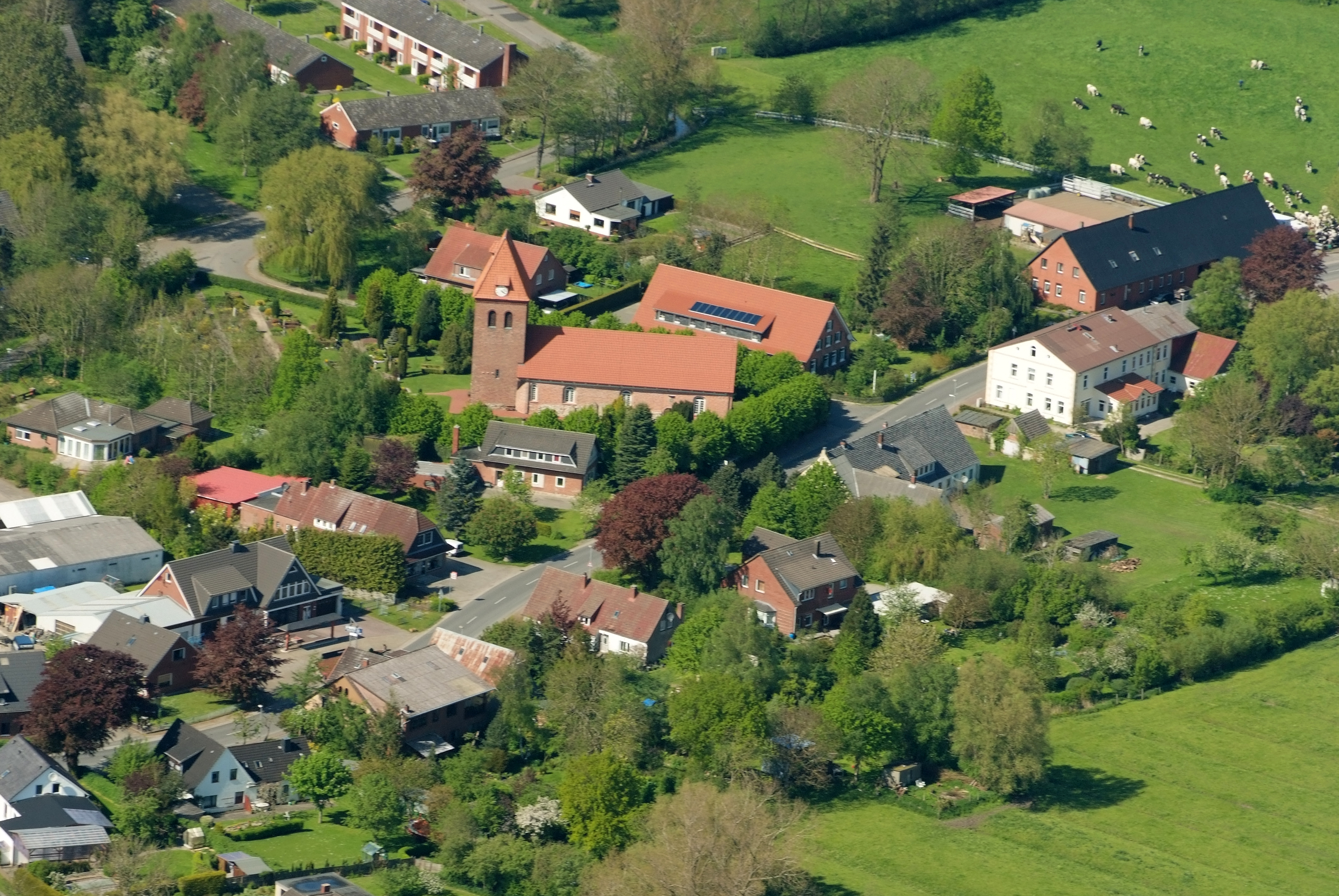
St.-Georg-Kirche im Ortsteil Spieka

Nordholz (niederdeutsch Noordholt) ist die größte Ortschaft in der Einheitsgemeinde Wurster Nordseeküste im niedersächsischen Landkreis Cuxhaven.

## Geografie

### Lage
Nordholz befindet sich an der Nordseeküste und grenzt nördlich an die Mittelstadt Cuxhaven.

### Ortsgliederung
| - Cappel-Neufeld - Deichsende - Hartingspecken - Nordholz (Hauptort) - Scharnstedt | - Spieka - Spieka-Neufeld - Wanhöden - Wursterheide |

### Nachbarorte
| Berensch-Arensch (Stadt Cuxhaven) | Oxstedt (Stadt Cuxhaven)                    | Franzenburg (Stadt Cuxhaven) Gudendorf (Stadt Cuxhaven) Lüdingworth (Stadt Cuxhaven) |
|                                   | Kompassrose, die auf Nachbargemeinden zeigt | Wanna (Samtgemeinde Land Hadeln)                                                     |
| Dorum                             | Cappel000Midlum                             | Krempel (Stadt Geestland)                                                            |

(Quelle:)

## Geschichte

### Geschichte des Flughafens

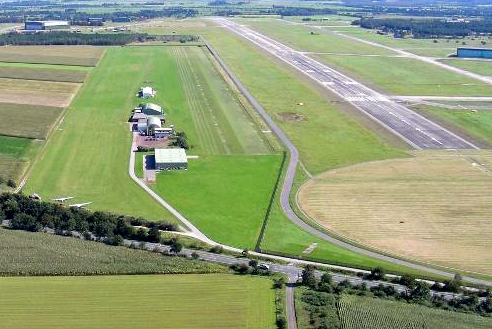
Die Pisten des Fliegerhorstes Nordholz (re.) und des Flugplatzes Nordholz-Spieka (li.)

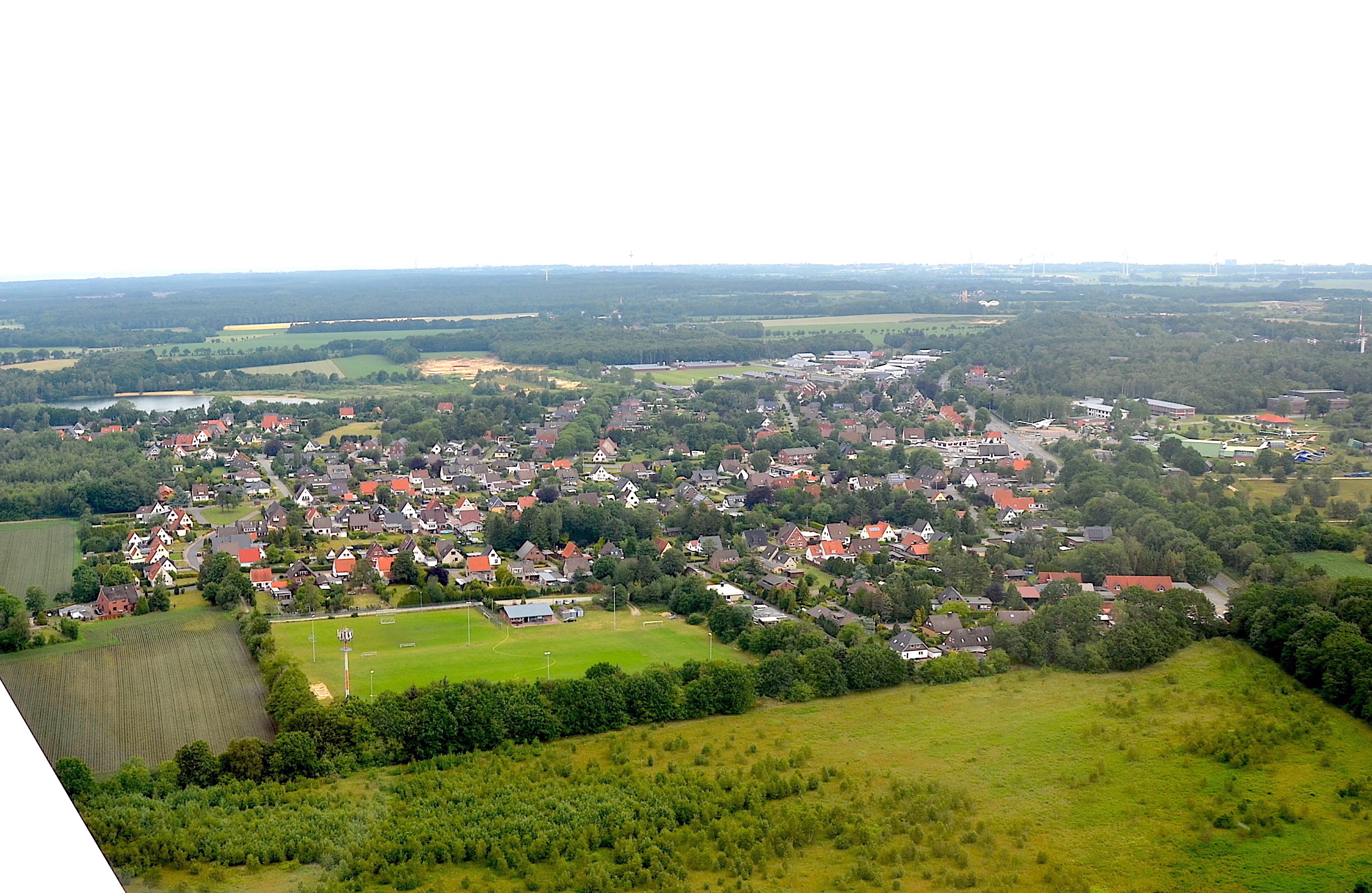
Wursterheide (2019)

Nordholz ist Standort des  Flughafens Cuxhaven-Nordholz (Fliegerhorst Nordholz), der ein wichtiger Luftschiff-Standort im Ersten Weltkrieg war. Eine Besonderheit des Flughafens war der um 360° drehbare Hangar, der es den Zeppelinen ermöglichte, bei jeder Windrichtung zu starten und landen. Diese Halle wurde mit einem Elektromotor bewegt und hatte den Namen „Nobel“. In der Zeit des Verbots der Luftwaffe durch den Frieden von Versailles wurden die Installationen als Grundbestand einer Volkssportschule genutzt.
Ab 1935 beanspruchte die Luftwaffe das Gelände, das die Wursterheider Landwirte bearbeiteten, wieder für sich, um hier einen Einsatzhafen zu errichten. Für den Flugbetrieb entstanden drei als Triangel angelegte Start- und Landebahnen. Der Deckname der Anlage lautete „Neckar“. Außerdem wurde ein Munitionslager angelegt sowie, einige Kilometer weiter südlich in Midlum-Kransburg, 1939 ein Scheinflugplatz. Während des 2. Weltkrieges belegten verschiedene Einheiten im ständigen Wechsel den Platz, darunter auch Heinkel-Bomber He 111, die im Rahmen der Unternehmung Weserübung 1940 Bombenangriffe auf Norwegen flogen. Im weiteren Kriegsverlauf sicherten die Maschinen die südliche Nordsee.
Heute ist dort das Marinefliegerkommando mit dem Marinefliegergeschwader 3 „Graf Zeppelin“ und dem Marinefliegergeschwader 5 der Deutschen Marine mit Seefernaufklärern und Hubschraubern beheimatet. Es gibt dort auch das Aeronauticum, das ein Luftschiff- und Marinefliegermuseum ist. In direkter Nachbarschaft liegt der Sonderlandeplatz Flugplatz Nordholz-Spieka.

### Eingemeindungen
Am 1. Juli 1967 schlossen sich die drei ehemaligen Gemeinden Deichsende, Nordholz und Wursterheide zur neuen Gemeinde Nordholz zusammen. Zum 1. Januar 1970 wurde zudem die Gemeinde Wanhöden in die Gemeinde Nordholz eingegliedert. Im Zuge der Gebietsreform in Niedersachsen, die am 1. März 1974 stattfand, wurden die Gemeinde Spieka, die am 1. Juli 1968 durch den Zusammenschluss der Gemeinden Cappel-Neufeld, Spieka und Spieka-Neufeld entstanden ist, sowie Gebietsteile der Gemeinde Midlum mit damals etwa 50 Einwohnern eingegliedert.
Zum 1. Januar 2015 fusionierte die Gemeinde Nordholz mit der Samtgemeinde Land Wursten zur Einheitsgemeinde Wurster Nordseeküste.

### Einwohnerentwicklung
| Jahr | Einwohner | Quelle |
| ---- | --------- | ------ |
| 1910 | 249       | [ 7 ]  |
| 1925 | 344       | [ 8 ]  |
| 1933 | 462       | [ 8 ]  |
| 1939 | 527       | [ 8 ]  |
| 1950 | 10010     | [ 9 ]  |
| 1956 | 895       | [ 9 ]  |
| 1961 | 4889 ¹    | [ 5 ]  |
| 1970 | 5825 ²    | [ 5 ]  |
| 1973 | 45400     | [ 10 ] |
| 1975 | 6733 ³    | [ 11 ] |

| Jahr | Einwohner | Quelle |
| ---- | --------- | ------ |
| 1980 | 7317 ³    | [ 12 ] |
| 1985 | 7375 ³    | [ 12 ] |
| 1990 | 7149 ³    | [ 12 ] |
| 1995 | 7304 ³    | [ 12 ] |
| 2000 | 7539 ³    | [ 12 ] |
| 2005 | 7644 ³    | [ 12 ] |
| 2010 | 7460 ³    | [ 12 ] |
| 2014 | 7259 ³    | [ 12 ] |
| 2017 | 72480     | [ 1 ]  |
| 0    | 0         | 0      |

¹ am 6. Juni, Volkszählungsergebnis einschließlich der 1974 eingemeindeten Gemeinde Spieka

² am 27. Mai, Volkszählungsergebnis einschließlich der 1974 eingemeindeten Gemeinde Spieka

³ jeweils zum 31. Dezember
|  |

## Politik

### Ortsrat
Der Ortsrat der Ortschaft Nordholz setzt sich aus 15 Mitgliedern zusammen. Die Ratsmitglieder werden durch eine Kommunalwahl für jeweils fünf Jahre gewählt. Die aktuelle Amtszeit begann am 1. November 2021 und endet am 31. Oktober 2026.

Aus der Ergebnissen der vergangenen Ortsratswahlen ergaben sich folgende Sitzverteilungen:
| Wahljahr | SPD | CDU | MoiN | Grüne | WLBF | AfD | BFN | Gesamt   |
| -------- | --- | --- | ---- | ----- | ---- | --- | --- | -------- |
| 2021     | 5 | 5   | 1    | 1     | 1    | 1   | 1   | 15 Sitze |
| 2016     | 5 | 7   | –    | 1     | 2    | –   | –   | 15 Sitze |
|          | __________________________ MoiN: WG „Menschen organisieren ihre Nähe“ WLBF: Wählerinitiative Wurster Liste/Bürgerfraktion BFN: Bürgerfraktion Die Nordholzer |     |      |       |      |     |     |          |

### Ortsbürgermeister
Der Ortsbürgermeister ist Jochen Wrede (CDU). Seine Stellvertreter sind Isolde Hallemeier (SPD) und Wolfgang Wilhelm (CDU).

### Wappen
Die Urentwürfe der Kommunalwappen von Nordholz und Wursterheide, stammen von dem Heraldiker und Wappenmaler Albert de Badrihaye, der zahlreiche Wappen im Landkreis Cuxhaven erschaffen hat. Bei der Zusammenlegung verschmolzen die Wappen von Nordholz, Wursterheide und der Entwurf des Deichsender Wappens in das neue Nordholzer Wappen ein. Das alte Deichsender Wappen entwarf der Heraldiker und Wappenmaler Gustav Völker, von dem an die 25 Gemeindewappen für den Landkreis Cuxhaven entworfen wurden.
| Wappen von Nordholz | Blasonierung: „Das Wappen der Ortschaft Nordholz zeigt ein Schild gespalten von Rot vor Blau über einem schräglinksgeteilten Schildfuß von Silber vor Grün. Oben in Rot eine bewurzelte silberne Tanne und in Blau ein silberner Propeller, rechts und links mit einem silbernen Flügel besteckt. Unten im Schildfuß, rechts ein silbernes Kleeblatt in Grün, links ein grünes Kleeblatt in Silber.“                                    |
| Wappen von Nordholz | Wappenbegründung: Die Tanne als Sinnbild für Holz deutet auf den Ortsnamen und das Gehölz in der Gemeinde. Das eingemeindete Wursterheide ist 1926 auf der Fläche eines ehemaligen Marineluftschiffplatzes entstanden. Daran erinnert der Propeller mit Flügeln als Sinnbild der Luftfahrt. Die Deichsender schräglinks geteilte untere Schildhälfte deutet auf den Deich. Die Kleeblätter sind Sinnbilder der Kultivierung des Landes. |

### Wappen der 1967 eingemeindeten Ortschaften
Diese drei Ortswappen verschmolzen am 1. Juli 1967 zu dem aktuellen Wappen von Nordholz. Das vom alten Nordholzer Wappen weggefallene, halbe, springende, rote Ross, war dem Siegel des ehemaligen Amtes Nordholz entlehnt.
| Nordholz                     | Wursterheide                 | Deichsende             |
| ---------------------------- | ---------------------------- | ---------------------- |
| Entwurf: Albert de Badrihaye | Entwurf: Albert de Badrihaye | Entwurf: Gustav Völker |

## Kultur und Sehenswürdigkeiten

### Bauwerke
- Kirche „Zum Guten Hirten“

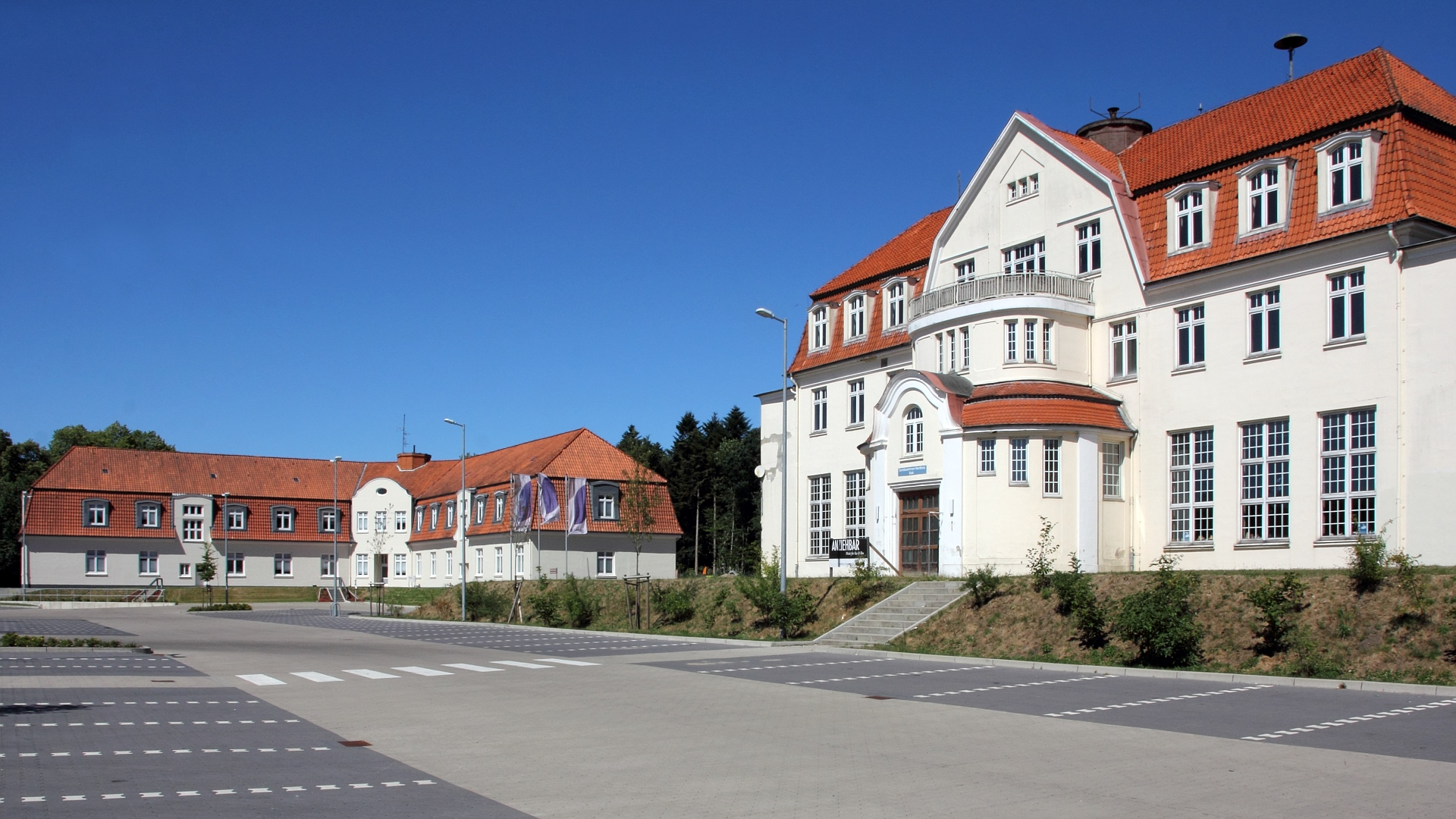
Ehemaliges Kinderheim

- Windmühle Nordholz von 1875 (oder 1863)[16]
- Ehem. Kinderheim Feuerweg 6 von 1908

### Naturdenkmäler

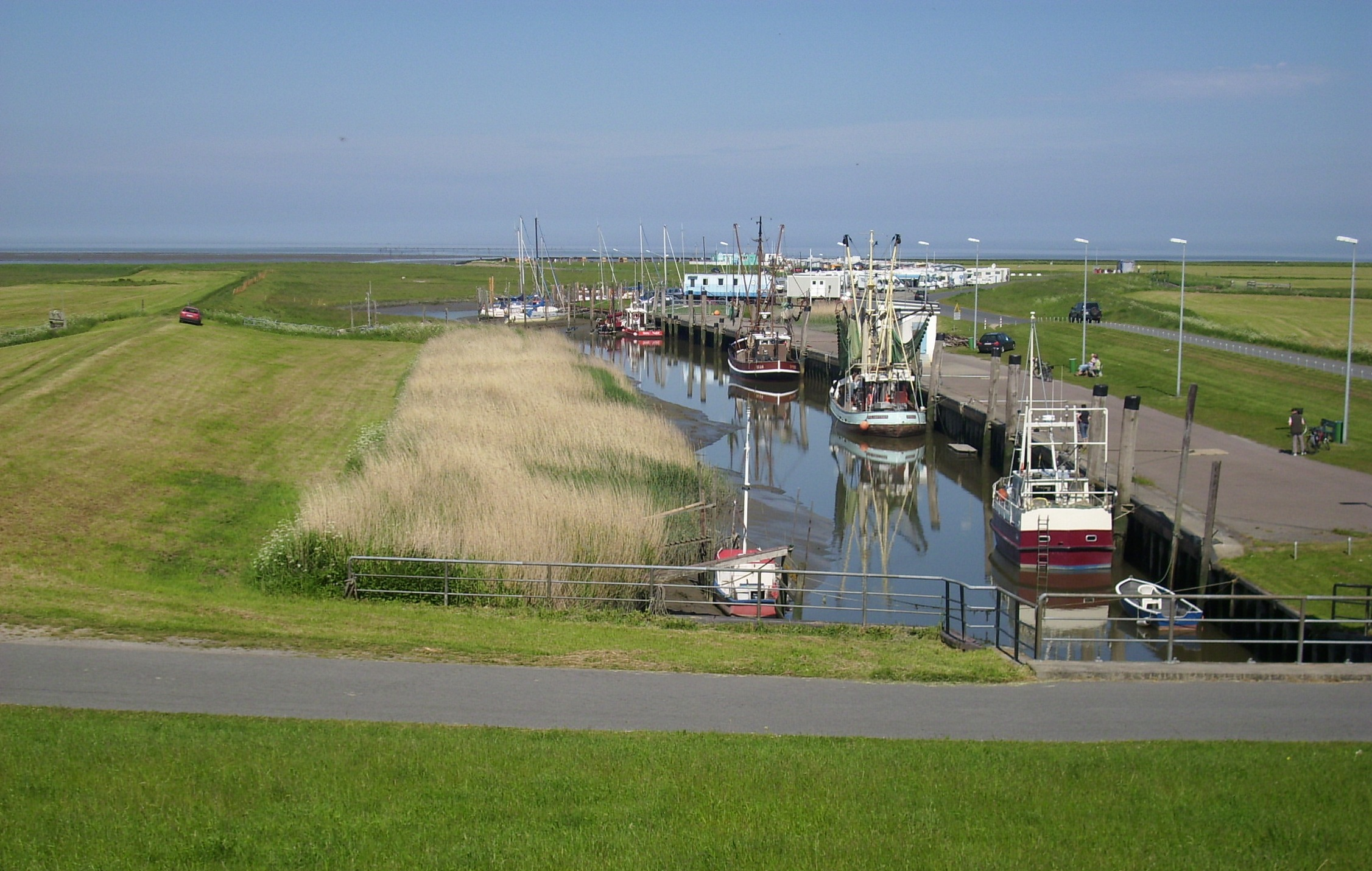
Hafenansicht von Spieka-Neufeld

- Mit der Hafenanlage in Spieka-Neufeld besitzt die Ortschaft einen maritimen Zugang zur Deutschen Bucht und dem westlich angrenzenden Nationalpark Niedersächsisches Wattenmeer. Entsprechend verlagert sich auch der Schwerpunkt der noch vorhandenen Schifferei von rein kommerziellem Fischfang hin zu einer touristischen Attraktion und versucht die Aufwertung als UNESCO-Weltnaturerbe zu nutzen.

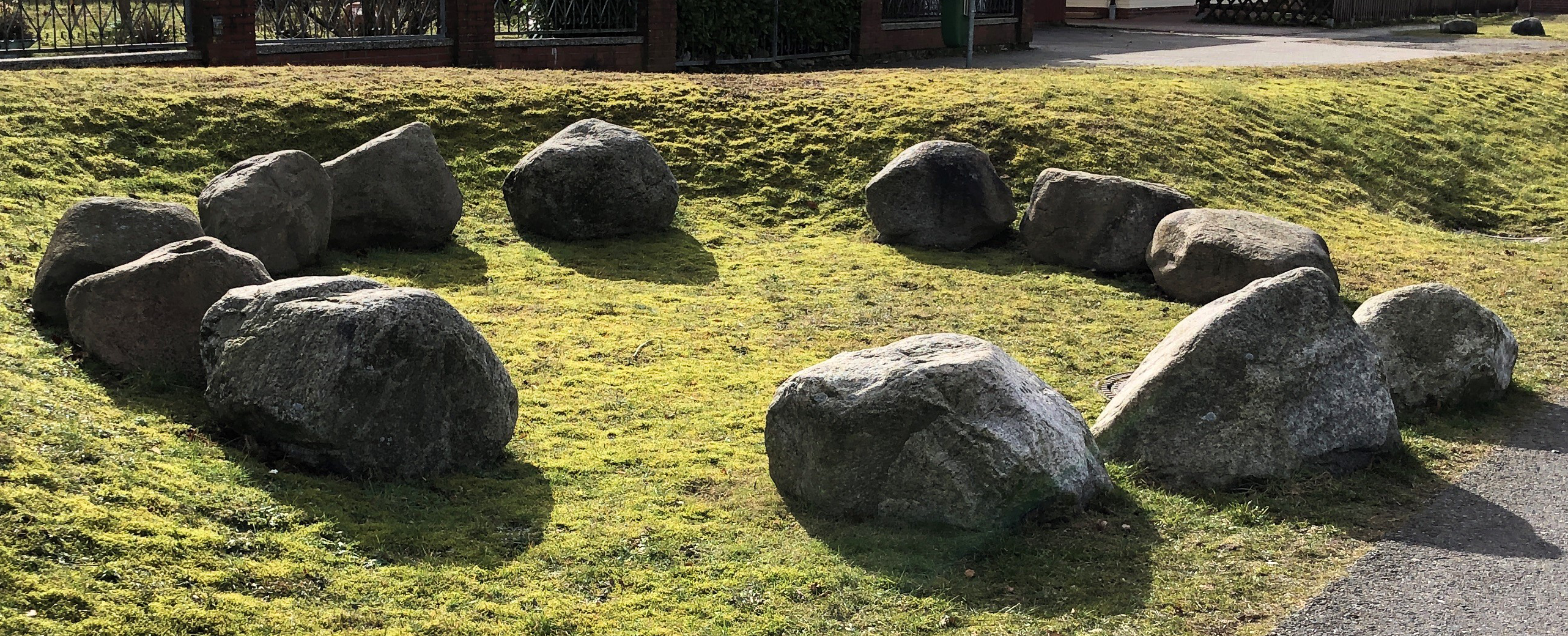
Steinkreis in Nordholz

- Historischer Steinkreis

### Museen

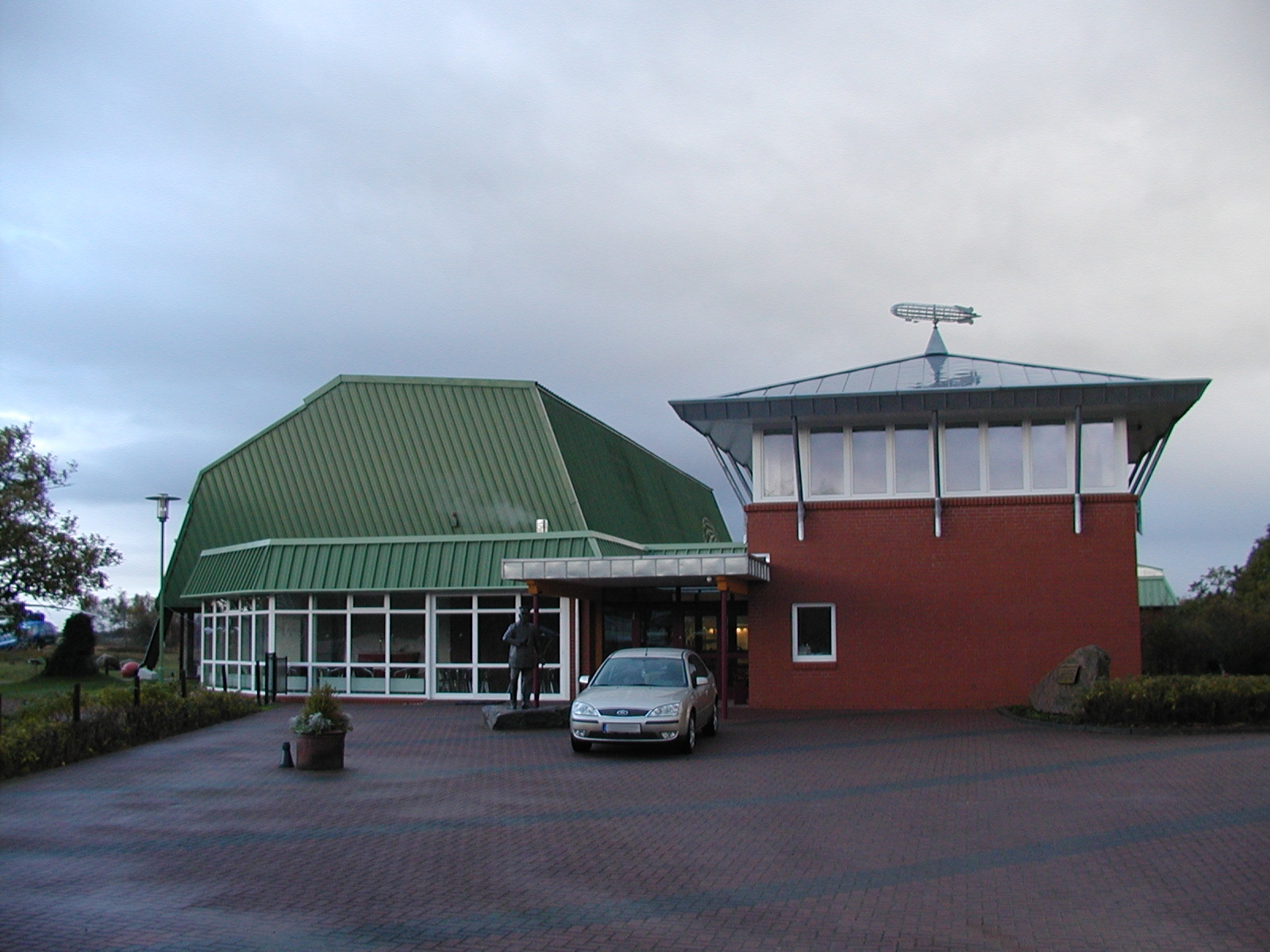
Aeronauticum

- das Aeronauticum, ein deutsches Luftschiff- und Marinefliegermuseum in Nordholz

### Musik
Seit 2009 findet das Rockfestival „Deichbrand“ auf dem Seeflughafen Cuxhaven-Nordholz statt.

### Vereine
- Angelsportverein Nordholz
- Boxerklub Gruppe Nordholz
- Computer Club Nordholz
- Deutscher Bundeswehrverband Kameradschaft ehem. Soldaten, Reservisten und Hinterbliebener Nordholz und Umgebung
- DRK-Ortsverein Nordholz
- Förderkreis TSG Nordholz
- Förderverein „Aeronauticum“
- Förderverein der Grundschule Nordholz
- Jagdgenossenschaft Nordholz
- Nordholzer Tennisclub
- Reit- und Fahrverein Nordholz und Umgebung
- Schützenverein Nordholz und Umgebung
- Sozialverband Deutschland Ortsgruppe Nordholz
- Sportfluggruppe Nordholz/Cuxhaven
- TSG Nordholz und Umgebung v. 1907

## Verkehr
- Nordholz hat einen Bahnhof an der Bahnstrecke Bremerhaven–Cuxhaven.
- Durch den Ort fahren viele Regionalbuslinien. Ein Anruf-Linientaxi-System ergänzt die Buslinien.
- An der Bundesautobahn 27 befindet sich die Anschlussstelle Nordholz.
- Der Flughafen Cuxhaven-Nordholz oder auch SEA-AIRPORT dient als Marinefliegerstützpunkt und auch als Flughafen zu den Inseln in der Nordsee.
  - Südlich des Flughafens dreht sich die Parabolantenne einer SRE-M-Anlage auf dem Radarturm MSSR Nordholz. Jede dieser bundesweit sechs Anlagen hat einen Erfassungsradius von etwa 145 NM (Nautischen Meilen entspricht 270 km). Die von Bremen aus ferngesteuerte Einrichtung überwacht den Norden und Nordwesten der Bundesrepublik Deutschland sowie die südöstliche Nordsee.
- Direkt nördlich der großen Militärbahn befindet sich der Sonderlandeplatz Nordholz-Spieka (EDXN). Hier ist die Sportfluggruppe Nordholz/Cuxhaven e. V. beheimatet.

## Persönlichkeiten

### Söhne und Töchter des Ortes
- Carl Erxleben (1815–1882), Verwaltungsbeamter und Politiker
- Heinrich Meldau (1866–1937), Nautiklehrer
- Holger Fischer (* 1946), Finnougrist und Hochschullehrer
- Norbert König (* 1958), Sportmoderator, im eingemeindeten Deichsende geboren

### Personen, die mit dem Ort in Verbindung stehen
- Wilhelm Wehner († 1863), Verwaltungsjurist, er war von 1840 bis 1845 Amtsmann in Nordholz
- Ferdinand von Zeppelin (1838–1917), württembergischer Graf, General der Kavallerie und der Entwickler und Begründer des Starrluftschiffbaus, zum Gedenken steht vor dem Aeronauticum in Nordholz eine Bronzestatue des Grafen
- Hugo Eckener (1868–1954), Nationalökonom, Korrespondent der Frankfurter Zeitung, Nachfolger von Ferdinand Graf von Zeppelin, unter seiner Leitung entstanden viele namhafter Luftschiffe, er bildete viele Marine-Luftschiffer in Nordholz aus
- Leopold Ziegenbein (1874–1950), Nautiker und Kommodore beim Norddeutschen Lloyd (NDL) in Bremen, er zählte zu den prominentesten deutschen Kapitänen der Handelsschifffahrt, er starb in Nordholz
- Maximilian Macher (1882–1930), österreich-ungarischer, später österreichischer Kraftballonführer (Ballonfahrer), der unter anderem der k.u.k. Luftschifferabteilung am Standort Nordholz angehörte
- Johann Culemeyer (1883–1951), Ingenieur, der durch die Entwicklung des Straßenrollers, umgangssprachlich „Culemeyer“ genannt, für die Deutsche Reichsbahn-Gesellschaft (DRG) bekannt wurde, er starb in Nordholz
- Hans Flemming (1886–1935), Luftschiffer, er wurde zur Ausbildung an die Flugschule in Nordholz kommandiert
- Bruno Siegel (1890–1949), Arbeiterfunktionär, Politiker (SPD, USPD und KPD), Widerstandskämpfer im Zweiten Weltkrieg, er verbrachte den Rest des Ersten Weltkrieges bei der Luftschiffer-Abteilung in Nordholz
- Arnold Schmidt-Niechciol (1893–1960), Maler, er starb in Nordholz
- Rudolf Janke (* 1930), Orgelbauer, er schuf 1986 die Orgel der Ev.-luth. Kirche „Zum Guten Hirten“
- Karsten Ocker (1945–2015), Sanitätsoffizier der Deutschen Marine, er war Fliegerarzt des Marinefliegergeschwaders 3 „Graf Zeppelin“ in Nordholz
- Frank Martin Lenski, Konteradmiral der Deutschen Marine und Abteilungsleiter Einsatzunterstützung im Marinekommando in Rostock, er war von 1989 bis 1994 im Marinefliegergeschwader 3 in Nordholz als Luftfahrzeugtechnischer Offizier, Offizier für Borddienst und Sicherheit und Hautprüfoffizier eingesetzt

## Sagen und Legenden
- Wie Spieka zu seinem Namen gekommen ist[17]
- Der Spukweg bei Spieka[18]
- Witte, wahr di – de Swarte haalt di[19]